# Makhalba Malecheck

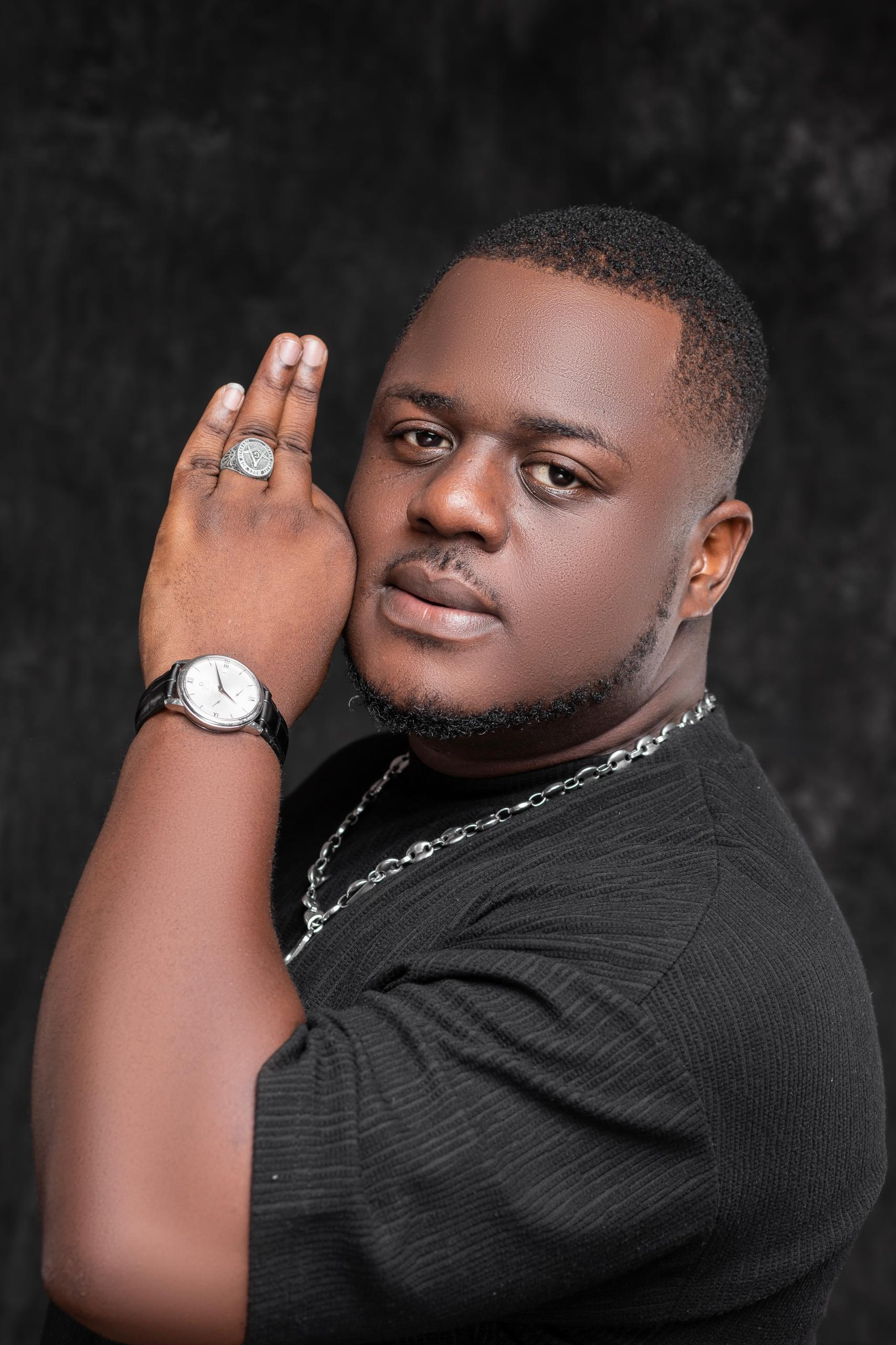
Makhalba Malecheck en 2023

 (mai 2025).
La mise en forme du texte ne suit pas les recommandations de Wikipédia : il faut le « wikifier ».
Les points d'amélioration suivants sont les cas les plus fréquents. Le détail des points à revoir est peut-être précisé sur la page de discussion.
- Les titres sont pré-formatés par le logiciel. Ils ne sont ni en capitales, ni en gras.
- Le texte ne doit pas être écrit en capitales (les noms de famille non plus), ni en gras, ni en italique, ni en « petit »…
- Le gras n'est utilisé que pour surligner le titre de l'article dans l'introduction, une seule fois.
- L'italique est rarement utilisé : mots en langue étrangère, titres d'œuvres, noms de bateaux, etc.
- Les citations ne sont pas en italique mais en corps de texte normal. Elles sont entourées par des guillemets français : « et ».
- Les listes à puces sont à éviter, des paragraphes rédigés étant largement préférés. Les tableaux sont à réserver à la présentation de données structurées (résultats, etc.).
- Les appels de note de bas de page (petits chiffres en exposant, introduits par l'outil «  Source ») sont à placer entre la fin de phrase et le point final[comme ça].
- Les liens internes (vers d'autres articles de Wikipédia) sont à choisir avec parcimonie. Créez des liens vers des articles approfondissant le sujet. Les termes génériques sans rapport avec le sujet sont à éviter, ainsi que les répétitions de liens vers un même terme.
- Les liens externes sont à placer uniquement dans une section « Liens externes », à la fin de l'article. Ces liens sont à choisir avec parcimonie suivant les règles définies. Si un lien sert de source à l'article, son insertion dans le texte est à faire par les notes de bas de page.
- La présentation des références doit suivre les conventions bibliographiques. Il est recommandé d'utiliser les modèles {{Ouvrage}}, {{Chapitre}}, {{Article}}, {{Lien web}} et/ou {{Bibliographie}}. Le mode d'édition visuel peut mettre en forme automatiquement les références.
- Insérer une infobox (cadre d'informations à droite) n'est pas obligatoire pour parachever la mise en page.

Pour une aide détaillée, merci de consulter Aide:Wikification.
Si vous pensez que ces points ont été résolus, vous pouvez retirer ce bandeau et améliorer la mise en forme d'un autre article.
Makhalba Malecheck, de son vrai nom Elion-Nkou Serge-Junior, est un rappeur congolais né à Brazzaville,. Il commence sa carrière musicale en 2009 à Casablanca, au Maroc, où il s'initie au rap. De retour au Congo en 2010, il rejoint le collectif « COM1UNI », marquant ainsi son immersion dans la scène hip-hop congolaise. Il est le tout premier artiste urbain congolais à devenir ambassadeur de marque en 2017. Il est le rappeur congolais le plus récompensé avec 11 trophées à son actif et le seul artiste rappeur à avoir été élu meilleur musicien de la République Congo étant rappeur. Makhalba Malecheck a été Ambassadeur de tous les deux conquérants de la téléphonie mobile Airtel Congo et MTN Congo. Il est actuellement ambassadeur de la Bralico depuis 2020 et égérie de la marque Doppel Munich depuis 2024. 

## Biographie
Makhalba Malecheck, commence sa carrière musicale en 2009 au Maroc, où il découvre et perfectionne son style rap. À son retour à Brazzaville en 2010, il s’intègre rapidement à la scène hip-hop locale en rejoignant le collectif COM1UNI.
En 2013, Makhalba cofonde le studio d’enregistrement «Boost Da Music» avec son ami Méli Mélodie. L'année suivante, en avril 2014, il autoproduit et distribue son premier album intitulé « Bible Fétiche ». Cet opus lui vaut le prix du meilleur album Hip-Hop 2014 lors des Beat Street Awards au Congo. La même année, il sort le single «Rap A Pomba», qui le propulse sur la scène du Festival Panafricain de Musique (FESPAM),

## Carrière

### Premier album et reconnaissance (2014-2015)
En avril 2014, Makhalba Malecheck autoproduit et distribue son premier album, Bible Fétiche, qui reçoit un accueil positif du public et de la critique. Cet album lui vaut le prix du Meilleur Album Hip-Hop 2014 lors des Beat Street Awards au Congo.
Le succès du single Rap A Pomba en 2014 marque un tournant décisif dans sa carrière. Il est invité à se produire lors du Festival Panafricain de Musique (FESPAM), partageant la scène avec des artistes renommés comme Josey.

### Confirmation et évolution artistique (2018-2022)
En 2018, Makhalba Malecheck revendique son statut de figure majeure du rap congolais, mettant en avant ses multiples trophées et son influence. Il s’impose comme un artiste indépendant capable de gérer sa propre carrière.
En 2022, il anime une masterclass sur la gestion de carrière artistique à Brazzaville, partageant son expérience avec de jeunes talents et abordant les défis liés à l’autoproduction dans l’industrie musicale africaine.

### Maturité et engagements (2023-2025)
En décembre 2023, il sort le single Mabé na nga (Mes fautes), une fusion entre le rap et la rumba, qui connaît un grand succès en République du Congo et auprès de la diaspora africaine.
En mars 2025, il est invité sur l’émission Légendes urbaines sur France 24, où il revient sur son parcours, notamment son accident qui a failli lui coûter la vie. Il évoque également ses engagements sociaux, notamment auprès des enfants de la rue à Brazzaville.

## Style musical et influences
Makhalba Malecheck mélange le hip-hop, la rumba congolaise, et des influences afro-rap. Ses textes abordent des thématiques sociales telles que l’injustice, la résilience, et l’identité africaine.

## Discographie

### 2014: Bible Fétiche
1. Praise Intro
2. Africa Télema
3. Amie d'enfance ( feat M Daryus )
4. Ma Plume ( feat M Daryus / Noblesse )
5. Bible fétiche ( feat M Daryus / Rhino Bears)
6. Satana
7. Vie na nga ( feat M Daryus, Rhino bears, Nobless)
8. So right Tchimbamba ( feat M Daryus, Silouette)
9. CNC 44 Mesure (Freestyle)[13]

### Singles
- 2025 : Séisme
- 2024: Na Tolo Remix feat Fabregas Le Métis Noir
- 2024: Na Tolo :
- 2024: Congo Téléma feat Koffi de Brazza:
- 2023:  Mabé na Nga
- 2023 : Mbokalisseke
- 2022 : MBM Feat Laïla
- 2022  Mokonzi
- 2021 : Dégât feat Dj Bookson
- 2021:  Miracle Feat MLG Mochristo
- 2021:  Jeremi 11-11
- 2020:  Rambolo
- 2020: Freestyle 20/20
- 2019:  Humour Té
- 2019: Séké Masséké Remix Feat Zaparo
- 2019: Massama Feat NG Bling
- 2019:  Matakarisation Feat Biraman Rouge
- 2018: Sommet de L'himalaya
- 2017: Séké Masséké
- 2017: Bayoka Feat Tenor
- 2016: Nkounkou Moise
- 2016: Sentiment Feat Mapipo
- 2016: Eclipse Feat Weldoh Larafale
- 2016: To Mouangana
- 2015: 32-32
- 2015: Moutou na Moutou
- 2015: Tsé Tsé Mou Tsé Tsé
- 2015: Gourouma
- 2015: Motanga Feat Master D
- 2015: Lauréat 2015
- 2015: Double Impact Feat Embeudah Music
- 2014: Rap à Pomba

### Collaborations
- 2023: Congo B Numéro 1 avec Diesel Gucci et Relfe Kazama
- 2023: Ni Beto- Zuko Ya Deblè, PATERNE MAESTRO, MC BABA,  LEMA , WAYE , HARDY S , DJAM KISS ,AUTHENTIC , VITCH PRODZ, FREUD VINCES , RELFE KAZAMA ,BLACKY ARMANI , KOSAR & FLATT BOY
- 2023: Recensement RGPH avec Roga Roga , Zedem , Mariusca , Nestelia,  Tresor Mvoula, Guy Roger , Excellent Mavimba,
- 2022: Santé Publique avec Roga Roga , Tresor Mvoula , Diesel Gucci , Afara Tsena , Nestelia Forest, Zedem, Koffi de Brazza
- 2022: Na Ba Rythmes ya Mboka Stark avec MLG Mochristo et Mixton
- 2021: LIPANDA BRALICO  avec MIXTON , MLG Mochristo
- 2021: Obeti Olongui Congo Bet  avec Wayé, Kelly Zul, Dj Boogie Black.
- 2021:  On est Ensemble avec Tidiane Mario , Biz Ice , Dj Bookson , Ducé , Spirita, Wayé

- 2021: On est Là avec Guelord Ossiethe et Zaparo de Guerre
- 2021: Poto Ya Courant  avec Nkoua The
- 2020: Lelo Ba Kangui Yo  avec David Chakalewa
- 2020: CHILL Bralico  avec MLG Mochristo et Mixton
- 2018: We Stand For Peace Cameroun  avec NS Brother , X-Ice , I.N.D .
- 2016: Hommage à Papa Wemba  avec P DUC LA MENACE, KRATOS VIRUS, 2CLO BEST, MIGO ONE, EMBEUDAH MUSIK, BIRAMAN ROUGE, EPELA, KEY KOLOS, BORDAS TIKULU

## Distinctions
- 2014: Beat Street Awards : Meilleur Album Hip-Hop (Bible Fétiche)
- 2014:  Beat Street Awards: Meilleur artiste Hip-Hop
- 2015 : Beast Street Awards: Meilleur artiste hip-hop
- 2016 : Beast Street Awards : Meilleur artiste Pool Malebo
- 2016:  Sandza de mfoa : Meilleur artiste du Congo
- 2017: Beast Street Awards : Meilleur clip urbain
- 2021 : Nommé au Brazza Best Awards - Meilleur artiste masculin
- 2021- Nommé au Brazza Best Awards- Meilleur clip
- 2021- Nommé au Brazza Best Awards - Meilleur artiste rappeur
- ⁠⁠2024 : Trophée Bravo X à Kinshasa pour le meilleur single « Pool Malebo » avec Na Tolo.
- 2024 : Trophée Congo Awards du meilleur single (solo masculin) « Pool-Malebo » pour « Na Tolo »
- 2024 : Prix Lokumu Pool-Malebo à Kinshasa
- 2025 : Congo Best Awards- Meilleur clip 2024